# Andrzej Rusko
Andrzej Stanisław Rusko (ur. 2 maja 1951) – polski przedsiębiorca i działacz sportowy, prezes spółki Ekstraklasa SA (2005–2012).

## Życiorys
Pracował w Biurze Podróży i Turystyki Almatur, a także w Przedsiębiorstwie Zagranicznym „Elivs”, w którym piastował stanowisko wicedyrektora. W latach 80. był działaczem sekcji tenisa ziemnego w klubie sportowym Akademii Wychowania Fizycznego we Wrocławiu. W latach 90. razem z Zygmuntem Solorzem organizował we Wrocławiu telewizję Polsat.
Pod koniec lat 80. zaangażował się w sport żużlowy. Od 1988 pełnił funkcję wiceprezesa w klubie WKM Sparta Wrocław, po jego upadku założył WTS Wrocław, który w latach 1993–1995 zdobywał Drużynowe Mistrzostwo Polski. W 1995 zorganizował pierwsze Grand Prix na żużlu w Polsce, trzy lata później był współorganizatorem pierwszej zawodowej walki bokserskiej. Ponadto był m.in. wiceprzewodniczącym Głównej Komisji Sportu Żużlowego.
29 listopada 2005 został wybrany na prezesa spółki Ekstraklasa SA. 19 stycznia 2007, po zawieszeniu władz związku piłkarskiego przez ministra sportu Tomasza Lipca, został mianowany kuratorem PZPN. 1 lutego zrezygnował z pełnionej funkcji, jego miejsce zajął Marcin Wojcieszak. 14 listopada 2007 objął stanowisko prezesa spółki Ekstraklasa SA na kolejną kadencję.
25 stycznia 2011 został wybrany na kolejną (trzyletnią) kadencję spółki Ekstraklasa SA, z funkcji tej zrezygnował w 2012 roku.
W 2018 został odznaczony Brązową Odznaką Honorową Wrocławia.